# Акбулут, Арда
Арда Акбулут (тур. Arda Akbulut; 1 января 2001 года, Трабзон) — турецкий футболист, вратарь клуба «Трабзонспор», выступающий в аренде за «Аданаспор».

## Клубная карьера
Арда Акбулут — воспитанник турецкого клуба «Трабзонспор». 19 декабря 2018 года он дебютировал на профессиональном уровне, выйдя на замену на 72-й минуте в домашнем матче Кубка Турции с командой «Сивас Беледиеспор». 
10 февраля 2019 года 18-летний вратарь дебютировал в турецкой Суперлиге, выйдя в основном составе в гостевом поединке против «Галатасарая».   